# Comuna Starîi Skalat, Pidvolociîsk
Starîi Skalat (în ucraineană Старий Скалат) este o comună în raionul Pidvolociîsk, regiunea Ternopil, Ucraina, formată din satele Polupanivka și Starîi Skalat (reședința).

## Demografie
Componența lingvistică a comunei Starîi Skalat
     Ucraineană (99,33%)
     Alte limbi (0,68%)
Conform recensământului din 2001, majoritatea populației comunei Starîi Skalat era vorbitoare de ucraineană (99,33%), existând în minoritate și vorbitori de alte limbi.